# Afrikahabicht

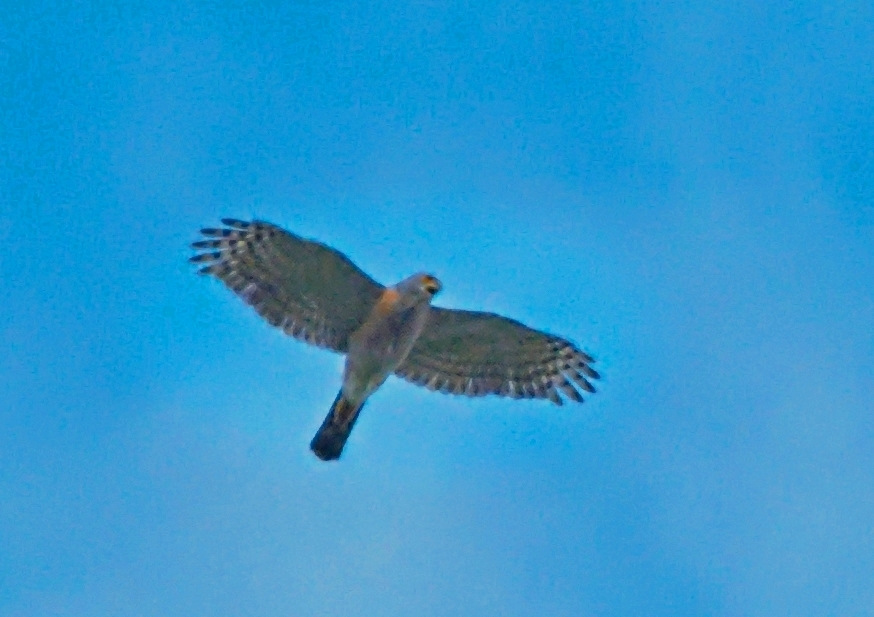
Afrikahabicht fliegend

Der Afrikahabicht (Aerospiza tachiro, Synonym: Accipiter tachiro) ist ein kleiner afrikanischer Greifvogel. Der Vogel kommt in Subsahara-Afrika vor in Äthiopien, Angola, der Demokratischen Republik Kongo, in Eritrea, Kenia, Malawi, Mosambik, Sambia, Somalia, Tansania, Südafrika und Uganda.
Die Art wurde lange als konspezifisch mit dem Rotbrusthabicht (Aerospiza toussenelii) angesehen.

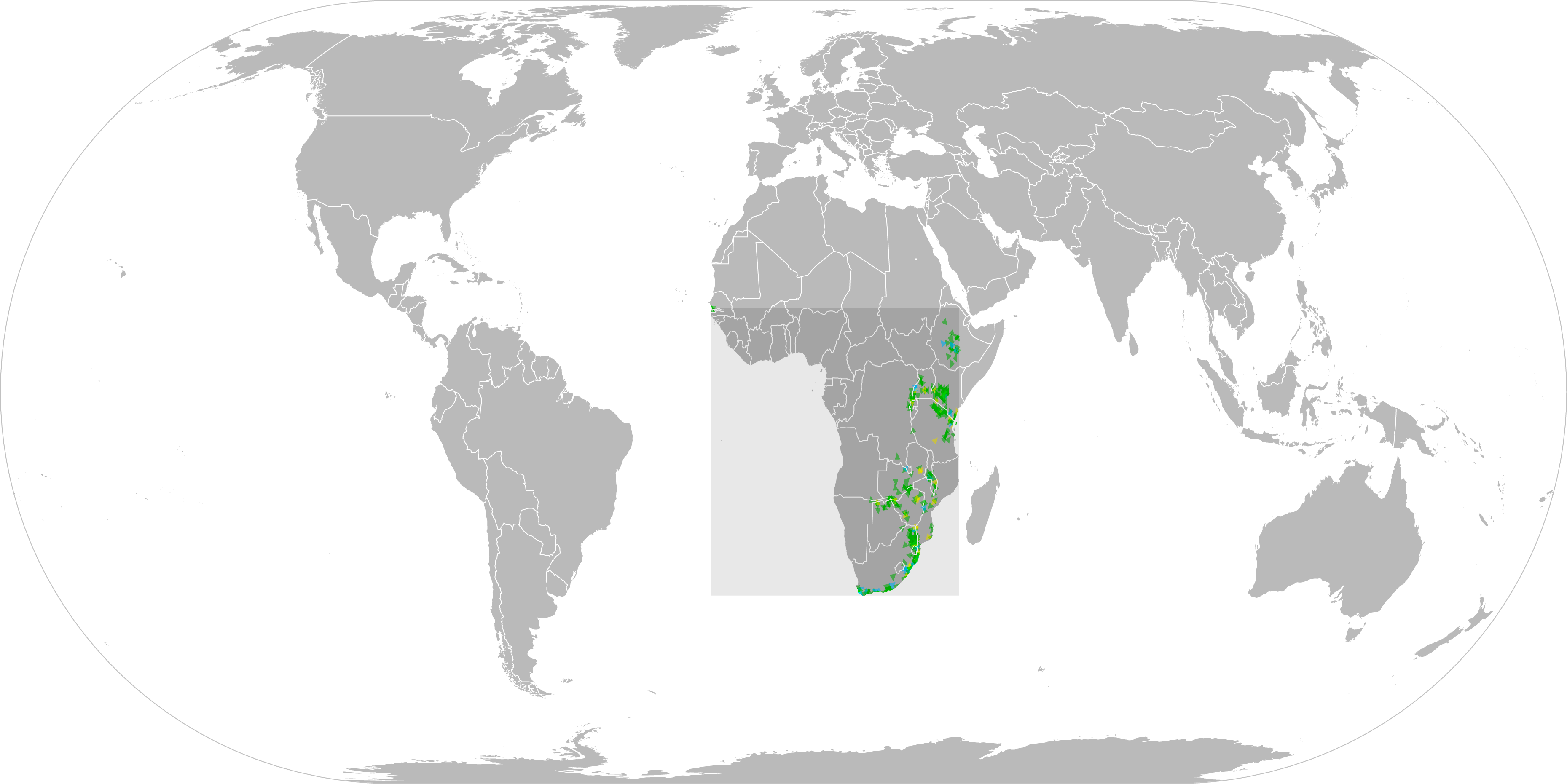
Verbreitungsgebiet, grün=Jahresvogel, gelb=Sommer, blau=Winter

Der Lebensraum umfasst dichte Vegetation, Berg- und Galeriewald, Plantagen, Savanne, Mangroven, auch trockene Waldgebiete bis 2200 (Sambia), 2400 (Malawi), 3000 (Kenia) und 3300 m Höhe (Äthiopien).
Der Artzusatz kommt von französisch tache ‚Fleck‘.

## Merkmale
Dieser Vogel ist 36 bis 46 cm groß, wiegt zwischen 180 und 500 g, die Flügelspannweite beträgt etwa 70 cm. Er ist mittelgroß, der häufigste große Habicht im Verbreitungsgebiet mit sehr variablem Federkleid. Das Männchen ist typischerweise sehr dunkelgrau auf der Oberseite mit dunklem Rumpf. Kopf und obere Brust sind schlicht grau, die Flügeldecken sind schwärzlich-braun, die Kehle ist weißlich. Augen und Beine sind gelb, die Wachshaut blass grau. Die Unterseite ist zart rotbraun und weiß gebändert, die Schwanzoberseite ist dunkel graubraun mit zwei weißen Flecken mittig, schwach schwarz und dunkelgrau gebändert, die -unterseite grau mit drei schwärzlichen Binden. Beim Männchen finden sich auf der Schwanzoberseite 2 bis 3 weiße Flecken mittig.
Das größere Weibchen ist oben dunkelbraun und auf der weißen Unterseite deutlicher gebändert schwarzbraun, der Schwanz ist brauner schwarz gebändert ohne weiße Flecken.
Melanistische Formen sind schwarz mit dunkelgrauen Schwanzbinden und abgesetzten Flugfedern auf der Flügelunterseite.
Bei beiden Geschlechtern ist der Schnabel schwarz, Iris und Füße sind gelblich, die Wachshaut gelb bis grünlich-gelb oder grau. Eine graue Wachshaut findet sich sonst nur beim Kurzfangsperber (Tachyspiza brevipes).
Jungvögel sind auf der Oberseite dunkelbraun mit rotbraunen Federrändern, angedeutetem weißlichem Überaugenstreif, mit dunklem mittlerem Kehlstreifen, dicken tropfenförmigen Flecken auf Brust und Unterseite und gebänderten Flanken Flugfedern und Schwanz sind kräftig dunkelbraun gebändert. Die Augen sind braun, die Wachshaut grau, die Beine gelb.
Weiße Flecken auf der Schwanzoberseite sind beim Rotbrusthabicht (Aerospiza toussenelii) deutlicher und ausgeprägter, der Schikrasperber (Tachyspiza badius) ist blasser und ohne Schwanzmarkierungen. Der Ovambosperber (Accipiter ovampensis) hat rote Augen, einen kleineren Kopf, orange Wachshaut und Beine und größere, dreieckige blasse Schwanzmarkierungen.
Weibchen und Jungvögel des Afrikahabichts ähneln dem deutlich kleineren und kürzerschwänzigen Zwergsperber (Tachyspiza minullus), der jugendlich weder einen blassen Überaugenstreif noch einen dunklen Kehlstreif aufweist. Jungvögel können auch mit denen des Kuckucksweih (Aviceda cuculoides) verwechselt werden, der aber eine andere Form hat, längere, spitze Flügel, kürzere Beine und gelbe Wachshaut.

## Geografische Variation
Es werden folgende Unterarten anerkannt:
- A. t. unduliventer (Rüppell, 1836), – Eritrea und Äthiopien, enthält[6] die von Avibase separat geführte Unterart A. t. croizati
- A. t. sparsimfasciatus (Reichenow, 1895), – Somalia bis Angola, Sambia und Mosambik, gelbe oder häufiger gelb-graue Wachshaut
- A. t. pembaensis (Benson & Elliott, HFI, 1975), – Pemba Insel
- A. t. tachiro (Daudin, 1800), Nominatform, – Südangola bis Mosambik und Südafrika

## Stimme
Der Ruf wird als „quick-quick“ bei Schauflügen, meist früh morgens oder als scharfes, schmatzendes „Chutt“, oft beim Kreisen in der Luft beschrieben.

## Lebensweise
Die Nahrung besteht hauptsächlich aus kleinen Vögeln und Küken, Fledermäusen, kleinen Säugetiere und Reptilien sowie großen Insekten, die aus einem Versteck in den Baumwipfeln, auch auf dem Boden, auch ungeschützt gesucht werden, bevorzugt in der Morgen- und Abenddämmerung.
Die Art lebt monogam und ortstreu, oft patrouilliert ein Altvogel kreisend und rufend über dem Revier.
Die Brutzeit liegt schwerpunktmäßig zwischen März und Juli sowie Oktober und Februar. Das Gelege besteht aus 1 bis 3 bläulich oder grünlich-weißen Eiern mit einzelnen braunen Flecken. Das Weibchen brütet über 28 bis 37 Tage und wird vom Männchen mit Nahrung versorgt.

## Gefährdungssituation
Die Art gilt als nicht gefährdet (Least Concern).